# کودیفسکی
کودیفسکی (انگلیسی: Kudeyevsky) یک شهرک در شهرستان ایگلینسکی استان باشقیرستان کشور روسیه است.